# Cercino
Cercino (lombardul: Scerscin) település Olaszországban, Sondrio megyében. Lakosainak száma 802 fő (2023. január 1.). Cercino Cino, Cosio Valtellino, Mantello, Novate Mezzola és Traona községekkel határos.

## Népesség
A település népességének változása:
| Lakosok száma | 780  | 760  | 802  |
|               | 2017 | 2018 | 2023 |